# Jean-Baptiste-Antoine Lefranc
Pour les articles homonymes, voir Lefranc.
Jean-Baptiste-Antoine Lefranc, né à Paris en 1761, mort à une date inconnue postérieure à 1818, est un architecte et un révolutionnaire français.

## Biographie
Architecte parisien et entrepreneur de maçonnerie, il s'engage dans le mouvement révolutionnaire et commande l'une des colonnes d'insurgés le 10 août 1792. Jacobin aisé, installé 251, rue Thomas-du-Louvre, dans la section des Tuileries, il est chargé d'importantes commandes pour le compte de la République et nommé, en octobre 1793, capitaine de la compagnie de canonniers de sa section, détachée à l'armée révolutionnaire. À ce titre, il participe au siège de Lyon et devient un agent de la commission temporaire de Lyon.
Pendant la réaction thermidorienne, il est arrêté le 19 pluviôse an III (7 février 1795), libéré le 26 (14 février), sous la garde d'un gendarme, arrêté de nouveau le 22 ventôse (12 mars 1795) et de nouveau libéré. Abonné au Tribun du peuple, il est impliqué dans l'affaire du camp de Grenelle, dans la nuit du 23 au 24 fructidor an IV (9-10 septembre 1796), et jugé par le conseil militaire qui le condamne à mort par contumace en octobre 1796. Toutefois, cet arrêt est cassé par la cour de cassation, et il est acquitté par la Haute-Cour de Vendôme.
Après l'attentat de la rue Saint-Nicaise, il est compris sur la liste des Jacobins proscrits du 3 nivôse an IX (24 décembre 1800). Les autorités ayant décidé de le déporter aux Seychelles avec 69 autres jacobins, il quitte Paris le 16 janvier 1801 avec le deuxième convoi, qui compte 32 prisonniers, et arrive à Nantes le 4 février. Embarqué à bord de la frégate La Chiffonne, il part le 23 germinal an IX (13 avril 1801) vers Mahé, où il parvient le 22 messidor an IX (11 juillet 1801). Puis il fait partie des 33 déportés embarqués le 27 ventôse an X (18 mars 1802) à bord du Bélier à destination de l'île d'Anjouan. Arrivés en rade de Mutsamudu le 10 germinal (31 mars), les déportés sont victimes, après le départ du Bélier le 3 avril, d'une épidémie qui tue 21 d'entre eux entre le 26 avril et le 20 mai. Avec sept autres survivants, Lefranc s'enfuit à bord d'un boutre en direction de la Grande Comore, les quatre derniers quittant l'île deux mois plus tard. Un bâtiment arabe l'emmène ensuite, avec Charles Saulnois, à Oibo, dans l'archipel de Zanzibar. Un brick originaire de l'île Bourbon, commandé par André Marchand, capitaine de Saint-Paul, les prend à son bord et les conduits à Mozambique, où Lefranc et Saulnois retrouvent les frères Linage, venus des Seychelles. Installés comme ferblantiers et quincaillers, ces derniers les aident à embarquer comme matelots sur un bateau commandé par un capitaine américain. Après une traversée pénible et deux escales, à Sainte-Hélène et l'île de l'Ascension, les deux hommes arrivent le 24 mai 1803 à Saint-Thomas, aux Antilles. Là, ils embarquent, Lefranc comme cuisinier, Saulnois comme matelot, sur le Maria, un bâtiment français, qui part au début de juin à destination du Havre. Toutefois, le 8 juillet, leur navire est capturé par un lougre anglais. Quatre jours plus tard, la frégate la Némésis les prend à son bord et les débarque à Portsmouth après trois mois de croisière, le 7 octobre 1803. Ils sont internés sur des pontons anglais de la Tamise avec d'autres prisonniers de guerre, avant de bénéficier d'un échange et d'être libérés le 31. Débarqués à Morlaix le 8 novembre 1803, dix-huit mois après leur départ d'Anjouan,,,, ils sont dénoncés à la police. Lefranc est emprisonné au château-fort de Brest le 21 novembre, avant d'être libéré, le 5 janvier 1804, et placé en résidence surveillée à Lunel, où il demeure avec Saulnois durant huit ans. Lefranc y assure la direction de plusieurs travaux publics et privés, puis s'occupe de l'octroi de bienfaisance pendant six ans. Le 3 octobre 1811, leur traitement de 40 francs par mois venant de prendre fin, ils sollicitent la levée de leur surveillance, requête approuvée.
Le 6 août 1813, le préfet de l'Hérault, Pierre Barthélémy de Nogaret, ordonne leur arrestation. Si Saulnois est effectivement arrêté à Lunel le 15 août, Lefranc a quitté la ville depuis quinze mois pour Bordeaux, où il est employé comme architecte à diriger les travaux d'une maison. Emprisonné au château du Hâ, il est conduit à Angoulême. En avril 1814, le gouvernement provisoire le fait libérer. En 1816, deux mois à peine après la parution de l'ouvrage qu'il a écrit sur les Infortunes de plusieurs victimes de la tyrannie de Napoléon Buonaparte, il est arrêté lors de l'affaire dite « des Patriotes » et jugé par la cour d'assise de la Seine avec 27 autres personnes. Condamné le 6 juillet à la déportation, il est transféré le 17 novembre 1817 de la Conciergerie au Mont-Saint-Michel, où il demeure jusqu'à l'obtention de sa grâce, le 22 août 1819.

## Œuvres
- Les Infortunes de plusieurs victimes de la tyrannie de Napoléon Buonaparte, ou Tableau des malheurs de 71 Français déportés sans jugement aux îles Séchelles, à l'occasion de la machine infernale du 3 nivôse an IX (24 décembre 1800). Par l'une des deux seules victimes qui aient survécu à la déportation, Veuve Lepetit, 1816, In-8°, 298 pages

## Sources partielles
- Biographie universelle, ancienne et moderne, ou dictionnaire de tous les hommes qui se sont fait remarquer par leurs écrits, leurs actions, leurs talents, leurs vertus ou leurs crimes depuis le commencement du monde jusqu'à ce jour. Ouvrage rédigé par plus de 300 Collaborateurs, nouvelle édition, revue, corrigée et considérablement augmentée d'articles omis, nouveaux, et de célébrités belges, par une société de gens de lettres et de savants, Bruxelles, H. Ode, 1843-1847, vol. 11, p. 187
- Biographie universelle, ancienne et moderne: ou, Histoire, par ordre alphabétique, de la vie publique et privée de tous les hommes qui se sont fait remarquer par leurs écrits, leurs actions, leurs talents, leurs vertus ou leurs crimes. Ouvrage entièrement neuf, rédigé par une société de gens de lettres et de savants, Joseph François Michaud, Louis Gabriel Michaud, 1842, tome 71, p. 171-172
- Jean Destrem, Les Déportations du Consulat & de l'Empire: (d'après des documents inédits) : index biographique des déportés, Jeanmaire, 1885, 526 pages, p. 422-426
- G. Lenotre, Les Derniers terroristes, Éditions des Loisirs, 1932, 218 pages
- Louis Mortimer-Ternaux :
  - Histoire de la Terreur, 1792-1794, Paris, Michel Lévy frères, 1863, p. 308-309
  - La Chute de la royauté: 10 août 1792, Paris, Michel Lévy frères, 1864, p. 226-227
- Joseph-Marie Quérard, La France littéraire, ou dictionnaire bibliographique des savants, historiens et gens de lettres de la France, ainsi que des littérateurs étrangers  qui ont écrit en français, plus particulièrement pendant les XVIIIe et XIXe siècles, tome 5, Paris, Firmin didot frères, 1833, p. 86